# Aimie
Aimie ist ein weiblicher Vorname.

## Herkunft und Bedeutung des Namens
Aimie, bzw. Aimi ist eine abgeleitete Form des französischen Vornamens Aimée oder des amerikanischen Namens Amy.

## Varianten
Aimée, Amy, Amalia, Amalie, Amelia, Amely; die Form Aimé (franz.) stellt den entsprechenden männlichen Vornamen dar.